# ДСК «Мичуринец»
ДСК «Мичуринец» — посёлок в Новомосковском административном округе Москвы (до 1 июля 2012 года был в составе Ленинского района Московской области). Входит в состав поселения Внуковское. Население на 2006 год — 543 человека.
Расположен недалеко от железнодорожной платформы Переделкино и рядом с платформой Мичуринец Киевского направления Московской железной дороги. Включает в себя писательский посёлок Переделкино, с севера граничит с лесом, дачей (домом-музеем) Зураба Церетели и домом-музеем Б. Окуджавы. С южной стороны ограничен железной дорогой. С запада к посёлку примыкает лес. Это один из немногих хорошо сохранившихся «старых» посёлков. Близко от посёлка расположен аэропорт Внуково.

## История
В 20-х годах XX века на этом месте находился яблоневый сад Тимирязевской сельхозакадемии. Сам посёлок основан в 1936 году.
Дачи в поселке выдавали ученым-садоводам, ботаникам. Каждый, кто получал здесь участок, обязан был содержать на нем красивый сад. За состоянием садов следила специально сформированная комиссия. Кроме того, ежегодно в доме правления кооператива проводились выставки выращенного на участках урожая.
В 1949 году рядом с поселком открыли одноименную железнодорожную платформу.
17 ноября 1989 года был подписан Указ Президиума Верховного Совета РСФСР «О включении в состав города Москвы части дачного посёлка дачно-строительного кооператива „Мичуринец“ Ленинского района Московской области», согласно которому в состав Москвы было передано 134,8 га территории ДСК «Мичуринец».
Решением Московской Областной Думы от 01 марта 1995 г. № 9/45 территория посёлка дачно-строительного кооператива «Мичуринец» Ленинского района была включена в состав Внуковского сельского округа Ленинского района, поселковый совет был упразднён, посёлок утратил официальный статус посёлка городского типа.
1 июля 2012 года посёлок вошёл в состав Москвы.

## Уличная сеть
В Мичуринце — три протяжённых улицы: ул. Ленина, ул. Маркса и ул. Энгельса. Также семь переулков: Дружбы (общий с городком Писателей), Вишневый, Садовый, Полевой, Сиреневый, Терехова, Гаражный. С севера к посёлку примыкает также застроенная дачами улица Довженко, где расположен Дом-музей Б. Окуджавы.

## Население
| 2002 | 2006 | 2010 |
| ---- | ---- | ---- |
| 906  | ↘543 | ↗798 |